# Estación de Alvito-A

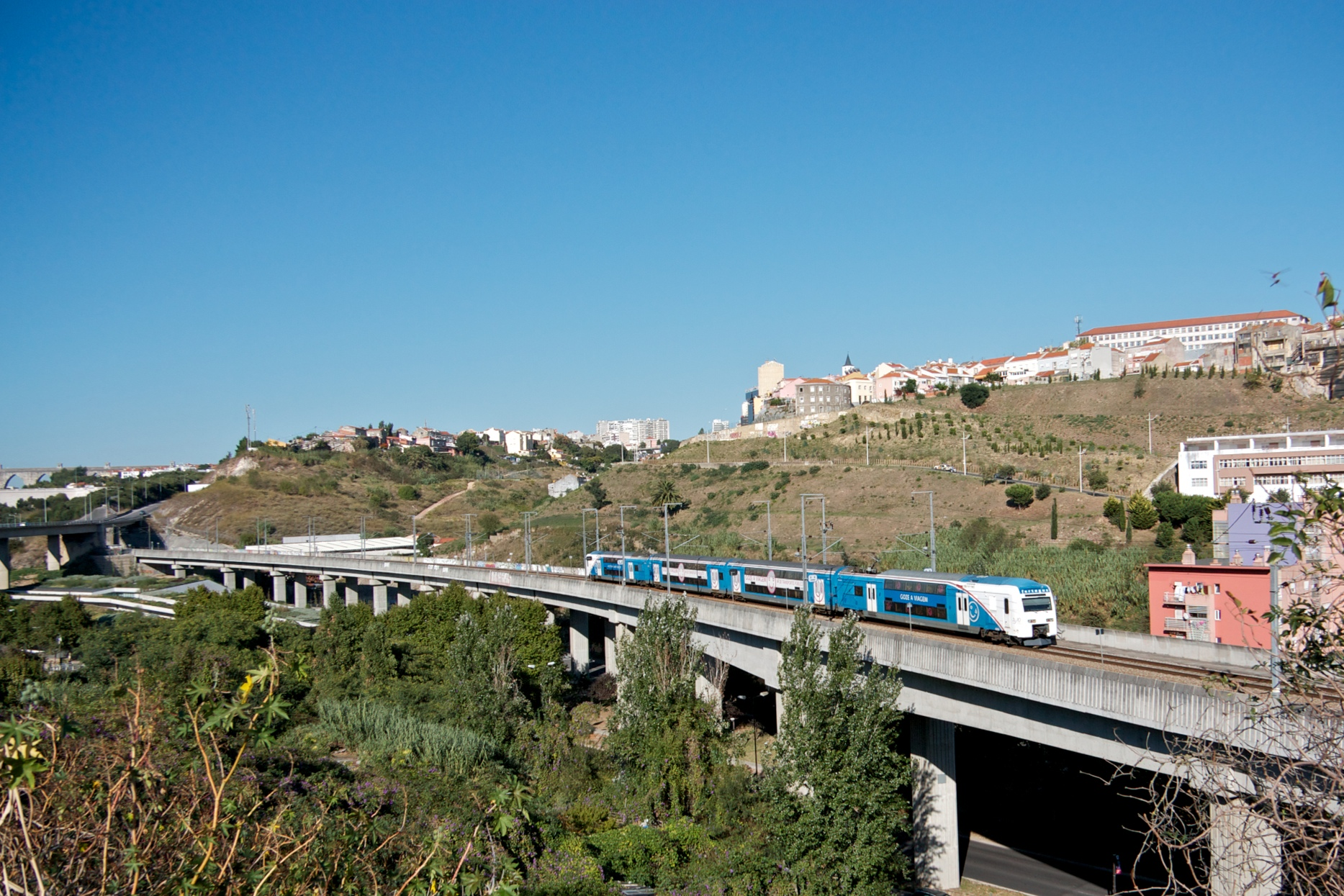
Comboi Fertagus tipo 3500 visto en Alvito-A.

La Estación Ferroviária de Alvito-A, también conocida como Estación de Alvito-A, es una plataforma inactiva de la Línea del Sur, situada en el ayuntamiento de Lisboa, en Portugal.

## Historia
Alvito-A fue creada simultáneamente con la construcción del ferrocarril Campolide A - Pinhal Novo, vía Puente 25 de abril, siendo así la primera estación de la reorganizada Línea del Sur, pero nunca llegó a ser concluida, quedando en un estado tosco y solo utilizada en casos de emergencia. Su acabado y apertura al servicio Fertagus y CP fue anunciado a medio plazo en 2008, integrados en el Plan de Urbanización de Alcântara, de la responsabilidad de la Cámara Municipal de Lisboa, con conclusión prevista en 2011, «en el mejor de los casos».

## Descripción

### Vías y plataformas
En enero de 2011, contaba con cuatro vías de circulación, todas con 314 metros de longitud; las plataformas tenían todas 90 centímetros de altura y 229 metros de extensión.